# アメリカ合衆国の医療

OECD各国の一人あたり保健支出（青は公的、赤は私的）

OECD各国の人口あたり医薬品消費額

OECD各国の財源別保健支出。
水色は政府一般歳出、紫は社会保険、赤は自己負担、オレンジは民間保険、緑はその他

OECD各国の民間医療保険種別。
オレンジは基礎的、水色は基礎保険の補填、緑はオプション的、紫はそれらの重複。

アメリカ合衆国の医療（アメリカがっしゅうこくのいりょう、英語: healthcare in the United States）は、複数の組織から提供されており、医療機関のほとんどはNPOまたは営利団体であり、病院は62パーセントが非営利団体・20パーセントが政府系・18パーセントが民間企業の所有である。
アメリカの医療費の公費負担率は50パーセントであり（2013年）、メディケア・メディケイド・アメリカ国防厚生管理本部（TRICARE）・児童医療保険プログラム（SCHIP）・退役軍人保健機構といった保険プログラムによる。65歳以下の人口の多くは被用者保険とその家族給付を受けている・自ら医療保険を購入している・または無保険であったりする。政府系機関の被用者は主に政府から医療保険を受けられる。
アメリカの平均寿命は78.8歳であり、これはOECD34ヶ国平均を1.7歳下回る。アメリカ国立衛生研究所による2013年の高所得17カ国との比較研究では、アメリカは乳児死亡率・心肺疾患・性的感染症・未成年の妊娠・怪我・殺人被害・障碍者について、最多もしくは準最多であるとされた。さらに研究では、アメリカは平均寿命で最低水準であるとされた。平均的にアメリカ人男性は調査上位国と比べて生存年数が4年低かった。
アメリカ政府の保健支出はOECD諸国中で最大であり、コモンウェルス・ファンドはアメリカの医療を同様な国と比較して質は最低で、費用面では最大とした。
ブルームバーグは医療制度の効率性について48ヶ国の中で46位とした（2013年）。
2010年3月には患者保護並びに医療費負担適正化法（PPACA、オバマケア）法案が成立し、アメリカの医療制度に大きな変革をもたらした。医療制度は普遍的な手続きに基づくこととなり、アメリカ合衆国連邦政府の規制プログラムに合致することが要求されることになる見込みである。2015年の無保険者は9.1パーセント（2900万人）まで減少した。

## アメリカ合衆国憲法
アメリカ合衆国憲法には国民に対して生存権を保障する条項が存在しない。また、国民の生存権を守るために国家が社会保障政策を整備する義務も存在しない。
1966年の国際連合総会で採択されて国民の生存権を規定した「経済的、社会的及び文化的権利に関する国際規約」にアメリカは加盟していない。
この為、アメリカ国内で、生命・健康を守るために必要な医療に対して全ての国民に公費支出が適用されず、医療を受けられずに死亡する国民がいても、アメリカでは憲法違反にはならない。

## 保健状態

G20各国のGDPに占める保健支出割合の推移

世界保健機関が公開している2014年度のGDPに対する医療費の割合は17.14パーセントで世界で高い順に1位、2014年度の医療費のうち公費支出率は48.30パーセントで世界で高い順に143位、2014年度のGDPに対する公費支出医療費の割合は8.28パーセントで世界で高い順に17位、2014年度の購買力平価で1人当たりの医療費は9402.54ドルで世界で高い順に1位、購買力平価で1人当たりの公費支出医療費は4541.17ドルで世界で高い順に4位である。
世界保健機関が公開している2015年度の妊産婦10万人中の死亡率は14人で世界で低い順に45位、2015年度の出生1000人中の1歳未満の死亡率は5.6人で世界で低い順に43位、2015年度の出生千人中の5歳未満の死亡率は6.5人で世界で低い順に43位、2013年度の15歳に到達した1000人中の60歳に到達する未満の死亡率は102人で世界で低い順に47位、2015年度の平均寿命は79.3歳で世界で高い順に31位、2015年度の健康寿命は69.1歳で世界で高い順に36位である。

## 医療提供者
| 種別                           | 種別                           | 施設数 |
| ------------------------------ | ------------------------------ | ------ |
| 地域病院                       | 地域病院                       | 4,974  |
|                                | NPO型                          | 2,904  |
| 営利型                         | 1,060                          |        |
| 州・地方政府                   | 1,010                          |        |
| 連邦政府                       | 連邦政府                       | 213    |
| 精神病院（連邦政府以外）       | 精神病院（連邦政府以外）       | 406    |
| 介護病院（連邦政府以外）       | 介護病院（連邦政府以外）       | 81     |
| 施設内病院（刑務所や工場など） | 施設内病院（刑務所や工場など） | 12     |
| 計                             | 計                             | 5,686  |

### 医療機関
医療機関の所有者は民間・連邦政府・州・郡・市などと様々であり、非営利病院の割合は70パーセント程度である。民間営利病院・公立病院も存在し、郡・市が運営することもある。1946年のヒル＝バートン法により、貧困地域の医療には連邦予算が支給される。全国レベルにおいて全市民に開放されている公立医療機関は存在しないが、地方政府レベルでは一般利用可能な機関が存在している。国防総省はミリタリー・ヘルス・システムに基づき、軍事予算を財源に軍人に医療を提供している。

### 医師
医師試験はUSMLEであり、合格後、各州の医療委員会に医師免許を申請する。レジデント期間は3-8年間。たとえばER専門医ではレジデンシーは3年から4年間。

### 看護師
看護師基本資格は（Registered Nurse、RN）と呼ばれ、養成期間は3年から4年間。最後にNCLEX-RN試験をパスする必要がある。他にもナース・プラクティショナー（NP）と呼ばれる上級看護師資格が存在し、RN資格取得後、修士号レベルの研修を経た上で、委員会からの認定を受ける必要がある。RN全体のほど8パーセントがNP資格保持者とされる。

### 薬剤師
薬剤師及びファーマシー・テクニシャンが存在する。なお薬剤給付管理（PBM）がなされており、市場競争は非常に激しい。

## 受診制度
医療はフリーアクセスではなく、新患は救急外来（ER）部門またはプライマリケア医を受診しなければならない。ERはアメリカに約4500存在して約4万人の救急医がおり、多くは交代制で24時間勤務している。ERは緊急医療措置及び労働法（EMTALA）により患者受け入れ・スクリーニング・病態安定化を行う義務があり、これに違反した病院・医師には罰則が科される。入院新患のうち40パーセントはER部門経由である。入院患者についてはER医は担当しない。課題としてはERの待ち時間の長さがあり、平均待ち時間は1.5時間である。また無保険者の受診も多く、これに対しては連邦政府・州政府・市などが補助金を出していることもある。

## 規制
医療品規制・食の安全はアメリカ食品医薬品局（FDA）が規制を所管する。

## 課題

### ユニバーサルヘルスケア
| 連邦貧困水準 | 適用される制度                                                  |
| ------------ | --------------------------------------------------------------- |
| 〜133%       | メディケイド 対象。                                             |
| 133〜400%    | 医療保険市場にて各自購入。 保険料は政府補助あり。               |
| 400%〜       | 各自で民間医療保険を購入義務。 購入しない者には税制ペナルティ。 |

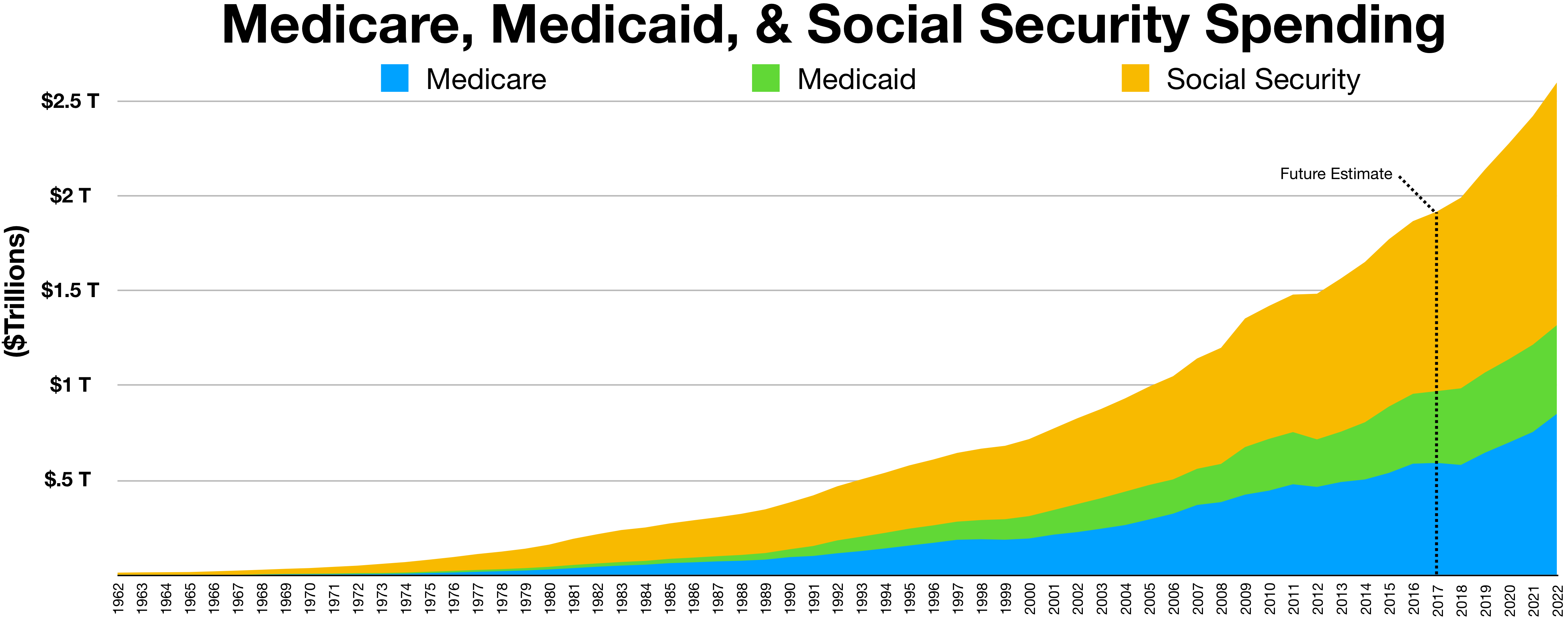
メディケア、メディケイド、ソーシャルセキュリティの支出推移

OECD諸国において、アメリカ合衆国とメキシコのみがユニバーサルヘルスケアを達成できていない。アメリカ領土ではプエルトリコ自治連邦区のみがユニバーサルヘルスケアを達成できている。
公的医療制度には、メディケア（高齢者を対象）やメディケイド（低所得者を主に対象）などがあり、前者は連邦政府予算と自己負担金、後者は連邦政府からの補助金と州財源により運営されているが、社会的現役の人を対象とした制度は存在しない。
アメリカ合衆国国勢調査局は、2010年では499万人の市民（人口の16.3パーセント）が保険未加入であると報告した。
米国医学研究所は「アメリカは市民に対し『医療へのアクセスを保障しない』世界でも稀な先進国である」と報告している。
2004年のOECD報告書では「OECD加盟国の多くは、メキシコ・トルコ・アメリカを除いて、1990年までにほぼユニバーサルヘルスケアを達成している（保険加入率98.4パーセント）」「アメリカでは医療保険の欠如によって、毎年45,000から48,000の不必要な死を招いているという証拠がある」と報告されている。
2007年では、破産者の62.1パーセントが高額な医療費であるとされる。2013年の研究では、若年市民の25パーセントほどが高額医療費のために破産を申し立てており、43パーセントがそのために不動産を売却しているとされる。
アメリカ合衆国の医療には医療・医薬品・医療器具などの公定価格制度が無く、病院・製薬企業・医療器具企業・医療保険会社が自由に費用設定できる仕組みとなっている。この為、アメリカ国民は病気や負傷で死に至ることを望まず、病気や負傷から回復して生きることを望めば、または現在の医療技術で治せない病気でも、生命と心身の機能を維持したいと望むなら、病院・製薬企業・医療器具企業・医療保険会社の要求する費用を支払わなければ治療は受けられない。
アメリカ合衆国では、医療産業の商業的利益の最大化を追求する医療ビジネスが成立している。他のサービス業と異なり、市場での自由競争で医療の適正価格が決定されることはない。
その為、アメリカでは、病院・医薬品メーカー・医療器具メーカー・医療保険会社の一方的な言いなりで費用が設定される。例えば、急性虫垂炎の手術のように、治療方法自体は比較的簡易な技術であっても、治療しなければ死に至るような病気の治療費に5万ドルも患者に請求されることもよくある。
このようにアメリカの医療制度では、アメリカ国民が病気や怪我などで病院に行く必要に迫られた場合、病院・医薬品メーカー・医療器具メーカー・医療保険会社の要求する費用を支払える人だけがアメリカの医療の恩恵を受けられ、支払えない人は死に追い込まれるのである。
なおビル・クリントン政権当時に大統領夫人のヒラリー・クリントンにより新たな医療制度の構想が練られたが、民間医療保険会社の強い抵抗に遭って頓挫した（映画『シッコ』も参照）。
2009年1月20日に就任したバラク・オバマ大統領は公的医療制度の改革などを公約とし、低中所得者の公的医療保険加入を義務付ける患者保護並びに医療費負担適正化法（PPACA、オバマケア）を2010年3月に成立させた。しかし、各州より保険金を強制徴収する点は憲法違反であるとの提訴が多方面から相次ぎ、共和党の州知事らが憲法違反として同法の無効を求めて提訴した。
2012年6月28日、連邦最高裁判所はオバマケアの根幹部分である国民の保険加入を義務付ける条項を認める事実上の合憲判決を下した。この時、ロバーツ長官を含む5人が支持し、ケネディ判事ら4人が不支持だった。

### 医師や病院に対するテロ
アメリカ合衆国では宗教右派の過激派によって人工妊娠中絶を行う医師を射殺したり、病院への異臭物の投げ込み・放火・爆破するテロリズムも多発しており、ほとんどの病院で爆発物専門スタッフが雇用され、郵便物の開封は慎重に行うことを強いられている。医師の住所・電話番号・自動車ナンバーを記載した誹謗中傷ビラが配布されたり、医師の家族・子供にまで脅迫され、結果的に病院閉鎖に至るケースもある。

## 推薦文献
- Christensen, Clayton Hwang MD, Jason, Grossman MD, Jerome, The Innovator's Prescription, McGraw Hill, 2009. ISBN 978-0-07-159208-6
- Gutkind, Lee, One Children's Place: Inside a Children's Hospital, Penguin, 1992. ISBN 978-0-452-26687-2
- Gutkind, Lee, Stuck in Time: The Tragedy of Childhood Mental Illness, Henry Holt & Company, 1994. ISBN 0-8050-1469-1
- Mahar, Maggie, Money-Driven Medicine: The Real Reason Health Care Costs So Much, Harper/Collins, 2006. ISBN 978-0-06-076533-0
- Morrisey, Michael A. (2008). "Health Care". In David R. Henderson (ed.). Concise Encyclopedia of Economics (2nd ed.). Indianapolis: Library of Economics and Liberty. ISBN 978-0865976658. OCLC 237794267。
- Reid, T.R., "U.S. Health Care: The Good News", PBS, February 16, 2012
- Starr, Paul, The Social Transformation of American Medicine, Basic Books, 1982. ISBN 0-465-07934-2
- President Obama REMARKS BY THE PRESIDENT TO A JOINT SESSION OF CONGRESS ON HEALTH CARE September 9, 2009